# The Lord of the Rings: Tactics
The Lord of the Rings: Tactics là một game nhập vai chiến thuật dành cho hệ máy cầm tay PlayStation Portable của Sony. Game có sự xuất hiện các nhân vật quen thuộc đến từ thiên tiểu thuyết The Lord of the Rings của văn hào J. R. R. Tolkien. Tuy nhiên, nó lại là bản chuyển thể trực tiếp từ phim điện ảnh của Peter Jackson, và có những nhân vật tương tự như sự mô tả về họ trong bộ phim. Tactics do hãng Electronic Arts phát hành cho PlayStation Store vào ngày 30 tháng 9 năm 2009.

## Lối chơi
Lối chơi của Lord of the Rings: Tactics diễn ra dưới dạng ô lưới. Nhân vật của trò chơi di chuyển cùng một lúc, chứ không phải là thao tác mỗi thực thể riêng lẻ. Một tính năng của trò chơi được gọi là Zone of Control. The Zone of Control nghĩa là nếu nhân vật của người chơi kế bên ô vuông của đối phương, họ buộc phải ngừng lại và chiến đấu. Bằng việc sử dụng Zone of Control, kết hợp với di chuyển đồng thời, người chơi có thể dụ một đơn vị của quân địch rơi vào bẫy của mình. Người chơi sau cùng được điều khiển một số ít đơn vị anh hùng dần dần trở nên mạnh hơn qua mỗi trận đánh. Họ còn được kết hợp với một số chiến binh. Người chơi có thể lựa chọn gia nhập một trong hai phe chính trong game là Hiệp hội nhẫn hoặc làm tay sai của Sauron.

## Đón nhận
Lord of the Rings: Tactics nhận được số điểm 6.5 từ GameSpot và 7.7 từ IGN.